# 1948
1948 (MCMXLVIII) a fost un an bisect al calendarului gregorian, care a început într-o zi de joi.

## Evenimente

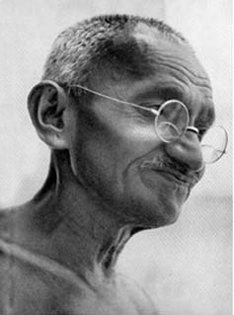
30 ianuarie: Mahatma Gandhi este asasinat.

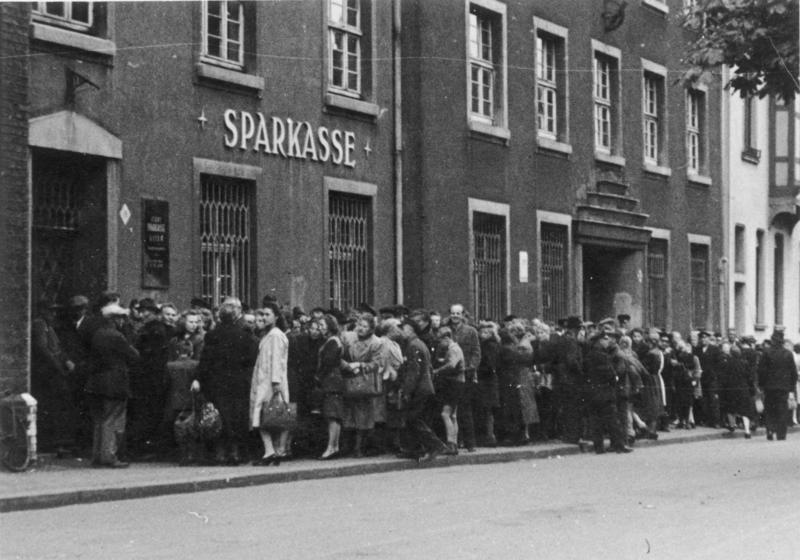
Reformă monetară în Germania de Vest.

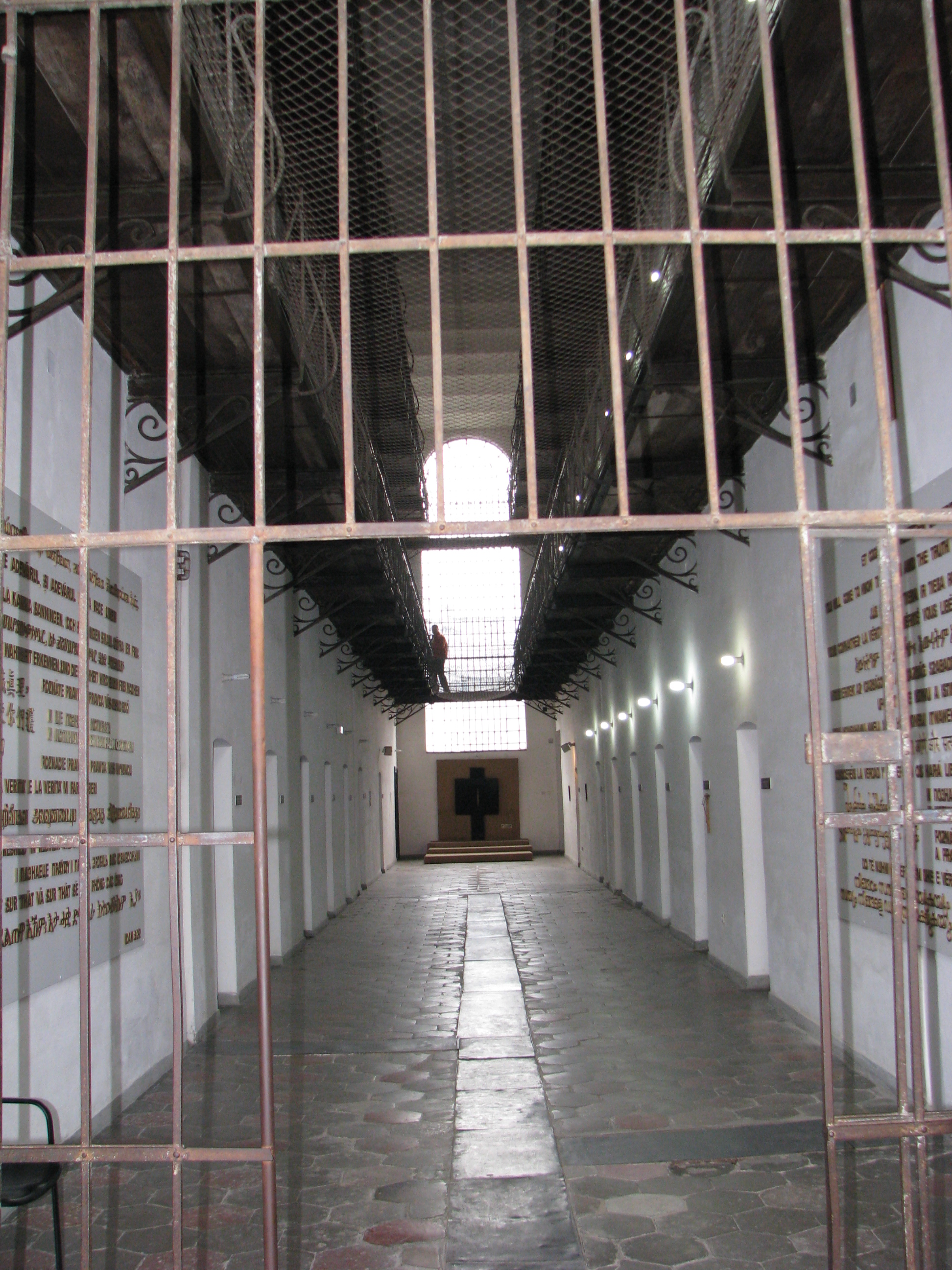
Închisoarea Sighet, locul de exterminare a elitelor anticomuniste din România.

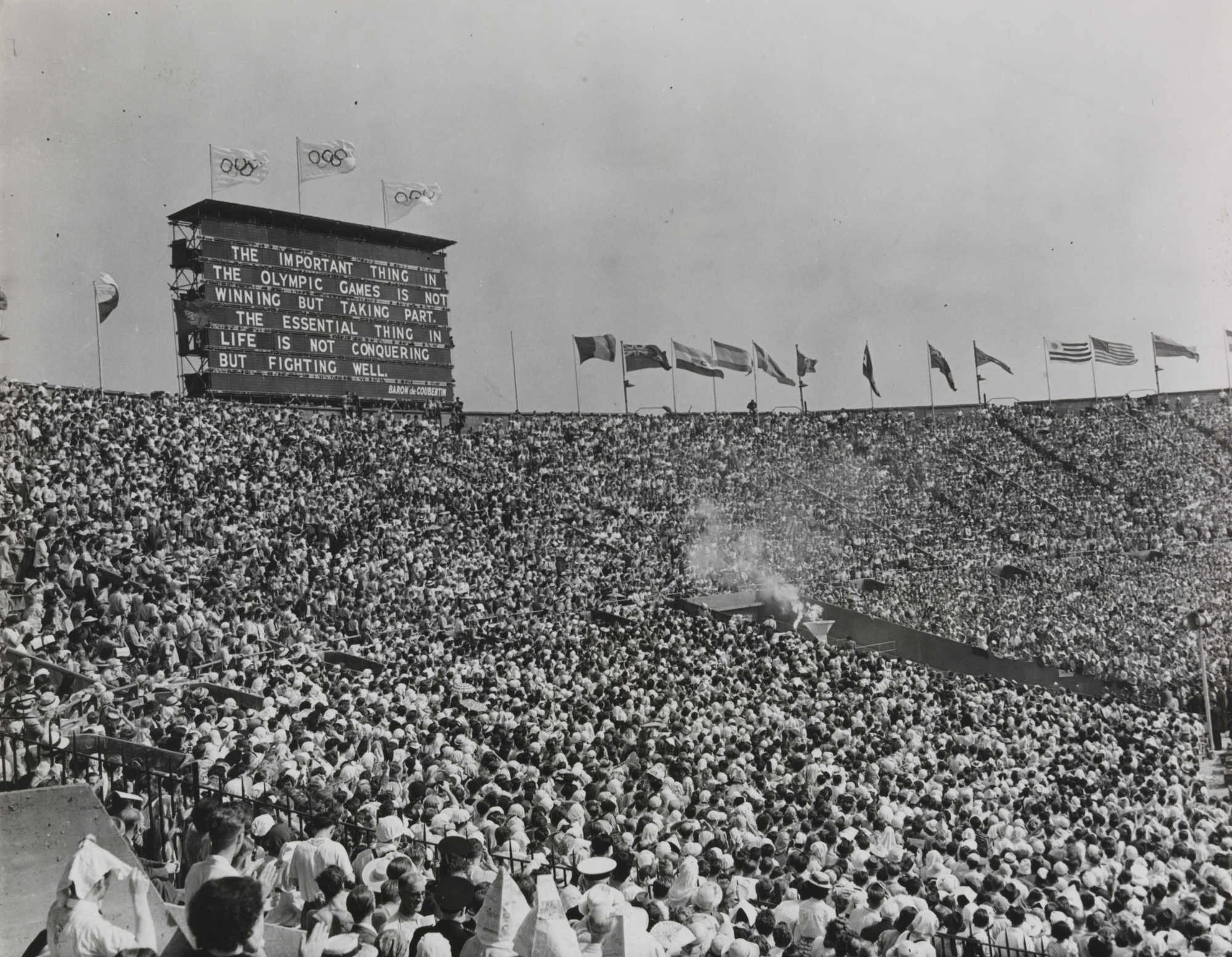
Ceremonia de deschidere a Jocurilor Olimpice de la Londra.

### Ianuarie
- 3 ianuarie: Regele Mihai I, împreună cu Regina mamă Elena, sunt siliți să părăsească România, luând cu ei doar câteva bunuri personale. Regele Mihai se va întoarce în țară abia în anul 1992, de Paște, după căderea regimului comunist din România, și va primi cetățenie română în anul 1997.
- 4 ianuarie: Birmania și-a proclamat independența față de Marea Britanie.
- 30 ianuarie: Liderul indian, Mahatma Gandhi, este ucis de un extremist hindus.
- 30 ianuarie: Se deschid Jocurile Olimpice de Iarnă la St. Moritz, Elveția.

### Februarie
- 4 februarie: România: Au trecut în patrimoniul statului bunurile Eforiei Spitalelor Civile, Așezămintelor Brâncovenești, precum și ale Eforiei Sfântului Spiridon din Iași.
- 21 februarie: Congresul de unificare a Partidului Comunist Român cu Partidul Social Democrat. În urma acestei unificări s-a creat Partidul Muncitoresc Român, secretar general al Comitetului Central fiind ales Gh. Gheorghiu-Dej.
- 24 februarie: Demiterea lui Lucrețiu Pătrășcanu din funcția de ministru al Justiției, urmată de arestarea, judecarea și executarea lui Pătrășcanu.
- 24 februarie: Prin lege a fost desființată Adunarea Deputaților, a fost convocată Marea Adunare Națională, iar puterea legislativă a trecut asupra Guvernului.

### Martie
- 6 martie: A fost înființat Teatrul „Alexandru Davila” din Pitești.
- 6 martie: A fost creată Organizația Maritimă Internațională (OMI) – instituție specializată a ONU.
- 17 martie: Tratatul de la Bruxelles. Acord semnat de Marea Britanie, Franța, Belgia, Olanda și Luxemburg, prin care s-a creat o alianță de apărare colectivă. A dus la formarea NATO (în 1949) și a Uniunii Europene.
- 28 martie: Primele alegeri parlamentare de după instaurarea puterii comuniste. Alegerile sunt câștigate de către FDP (Frontul Democrației Populare).

### Aprilie
- 3 aprilie: Președintele american, Harry Truman, a semnat Planul Marshall de ajutorare a țărilor europene afectate de cel de-Al Doilea Război Mondial.
- 7 aprilie: Crearea Organizației Mondiale a Sănătății (OMS).
- 9 aprilie: În Palestina, are loc masacrul de la Deir Yassin.
- 13 aprilie: Marea Adunare Națională votează Constituția Republicii Populare Române, prima constituție postbelică a României, care reflectă caracterul de tranziție al perioadei pe plan economic și social. Este ales un nou prezidiu, în frunte cu C.I. Parhon, și un nou guvern, condus de dr. Petru Groza.
- 27 aprilie: Lucrețiu Pătrășcanu a fost arestat sub acuzație de complot, împreună cu Lena Constante, Elena Pătrășcanu, Bellu Zilber și Harry Brauner.

### Mai
- 14 mai: Înființarea clubului de fotbal FC Dinamo București, care inițial, după ce a fost preluată de Ministerul de Interne, se numea Unirea Tricolor București, iar după ce a fuzionat cu Ciocanul București, a fost numită Dinamo A.
- 14 mai: Rezoluția ONU de încetare a mandatului britanic asupra Palestinei și de împărțire a teritoriului între evrei și arabi. Evreii au respectat rezoluția ONU, proclamând crearea Israelului. Arabii au respins rezoluția declarând război Israelului.
- 16 mai: Chaim Weizmann este ales primul președinte al Israelului.
- 22 mai: Guvernul Petru Groza îi retrage cetățenia Regelui Mihai I și ai altor membri ai familiei Regale.
- 27 mai: Printr-un decret al guvernului Petru Groza, bunurile fostei Case Regale treceau în proprietatea statului.

### Iunie
- 11 iunie: Marea Adunare Națională votează Legea privind naționalizarea principalelor întreprinderi industriale, miniere, bancare, de asigurări și de transport (Legea 119).
- 21 iunie: Germania de Vest: În zonele occidentale de ocupație este introdusă reforma monetară; D-Mark înlocuiește Reichsmark.
- 24 iunie: Războiul Rece: Începe blocada Berlinului; reforma monetară, ce urma să introducă o singură monedă pentru cele trei zone occidentale de ocupație, a provocat blocada totală asupra Berlinului de Vest de către sovietici care au întrerupt complet comunicațiile cu zona occidentală pe uscat și pe apă; de la 26 iunie 1948, pentru aprovizionarea orașului, a început să funcționeze un "pod aerian" american; blocada a fost ridicată la 11 mai 1949.

### Iulie
- 29 iulie: După o întrerupere de 12 ani cauzată de cel de-Al Doilea Război Mondial, la Londra se deschid Jocurile Olimpice de Vară.

### August
- 3 august: A fost votată legea învățământului, care prevedea că învățământul era organizat de stat și unitar, fapt ce însemna desființarea școlilor particulare și confesionale. Școala elementară era de 7 clase, iar învățământul obligatoriu de 4 ani.
- 30 august: În România a fost creată Direcția Generală a Securității Poporului (DSS).

### Octombrie
- 28-29 octombrie: Are loc arestarea tuturor episcopilor greco-catolici din România.
- 31 octombrie: Alexandru Rusu, Valeriu Traian Frențiu, Vasile Aftenie, Iuliu Hossu, Ioan Bălan și Ioan Suciu sunt mutați din arestul de la Ministerul de Interne la vila patriarhală de la Dragoslavele.

### Noiembrie
- 3 noiembrie: România: Au fost naționalizate industria cinematografică și cinematografele (în total 383 cinematografe și un "platou de 200 m"). În aceeași zi au fost naționalizate instituțiile medico-sanitare, astfel că întreaga asistență medicală a trecut în administrația statului.

### Decembrie
- 1 decembrie: Este publicat Decretul 358/1948 „pentru stabilirea situației de drept a fostului cult greco-catolic", care dispunea: „în conformitate cu art. 13 al Decretului 177 din 1948 (Legea comunistă a Cultelor, n. ns.), organizațiile centrale și statutare ale acestui cult, ca: mitropolia, episcopiile, capitlurile, ordinele, congregațiile, protopopiatele, mănăstirile, fundațiile, asociațiile, precum și orice alte instituții și organizații, oricare ar fi natura sau denumirea lor, încetează de a mai exista" - interzicerea BRU.
- 4 decembrie: Vaporul chinez cu aburi, Kiangya, a explodat și s-a scufundat în gura de vărsare a râului Huangpu după ce s-a lovit de o mină lăsată în urmă de către marina imperială japoneză în timpul celui de-Al Doilea Război Mondial. Numărul morților este necunoscut, cu toate acestea, se crede că între 2.750 și 3.920 de persoane au murit și 700-1.000 au supraviețuit, fiind preluați de către alte nave.
- 10 decembrie: Adunarea Generală a ONU a adoptat „Declarația universală a drepturilor omului".
- 14 decembrie: Stabilirea de relații diplomatice între România și India.
- 15 decembrie: Este înființată Opera Maghiară de Stat din Cluj.
- 23 decembrie: Japonia. Sunt executați opt criminali de război, printre care și fostul premier Hideiki Tojo.

### Nedatate
- octombrie: S-a adoptat o decizie prin care 30% din locurile din universități și institutele de învățământ superior din România erau rezervate fiilor de muncitori și de țărani muncitori (care aveau până la 3 ha de pământ).
- A început primul dintr-o serie de șase războaie arabo-israeliene (1948-1949). Cinci țări arabe au protestat împotriva deciziei ONU de divizare a Palestinei.
- Declarația Universală a Drepturilor Omului. Declarație adoptată de Adunarea Generală a ONU. A fost redactată de un comitet condus de Eleanor Roosevelt și cuprinde 30 articole.
- Parcul Național Tsavo. Situat pe teritoriul Kenyei și ocupă o suprafață de 20.812 kmp.

## Arte, științe, literatură și filozofie
- 10 aprilie: Are loc premiera dramei istorice Michelangelo de Al. Kirițescu.
- 4 noiembrie: T.S. Eliot câștigă Premiul Nobel pentru Literatură.
- 15 noiembrie: A fost testată cu succes prima locomotiva electrică cu turbină de gaz (SUA).
- Apare, la Paris, volumul Technique du Yoga de Mircea Eliade.
- Apare volumul de debut al lui Marin Preda, Întâlnirea din pământuri.
- Columbia Records introduce discul de durată mare LP.
- Daimler introduce geamurile acționate electric la mașini.
- Ernesto Sábato publică primul său roman, Tunelul.
- George Orwell publică romanul politic O mie nouă sute optzeci și patru (Nineteen eighty-four).
- Laboratoarele Bell prezintă primul tranzistor.

## Nașteri

### Ianuarie
- 1 ianuarie: Vasile Hobjilă, politician român (d. 2004)
- 1 ianuarie: Dumitru M. Ion, scriitor și traducător român (d.2022)
- 1 ianuarie: Tiberiu Macovei, politician român
- 3 ianuarie: Francis Wurtz, politician francez
- 6 ianuarie: Tudor Olaru, inginer, manager și om politic din Republica Moldova
- 9 ianuarie: Susana Dosamantes, actriță mexicană (d.2022)
- 11 ianuarie: Terry Williams (Terrence Williams), baterist britanic (Dire Straits)
- 12 ianuarie: Anthony Andrews, actor britanic
- 16 ianuarie: Gregor Gysi, politician german
- 18 ianuarie: Gheorghe Urschi, actor din R. Moldova
- 22 ianuarie: Elizabeth Lynne, politiciană britanică
- 23 ianuarie: Mircea Nicu Toader, politician român
- 24 ianuarie: Miklós Németh, politician maghiar
- 27 ianuarie: Iulian Filip, scriitor din R. Moldova
- 27 ianuarie: Luminița State, matematiciană română (d. 2016)
- 27 ianuarie: Aurel Vlădoiu, politician român (d. 2015)
- 28 ianuarie: Charles Taylor, politician liberian
- 31 ianuarie: Gérard Rabinovitch, filosof francez

### Februarie
- 3 februarie: Oazu Nantoi, politician din R. Moldova
- 8 februarie: Horst Posdorf, politician german (d. 2017)
- 8 februarie: Ron Tyson Presson, muzician american
- 12 februarie: Octavian-Mircea Purceld, politician român (d. 2013)
- 12 februarie: Constantin Dilly Șerbănoiu, politician român (d.2017)
- 13 februarie: Josu Ortuondo Larrea, politician spaniol
- 15 februarie: Constantin Dumitrache, istoric român (d. 2001)
- 17 februarie: Valentin Ceaușescu, fizician român
- 19 februarie: Pim Fortuyn, politician neerlandez (d. 2002)
- 19 februarie: Frank Anthony Iommi, muzician britanic
- 20 februarie: Christopher A. Pissarides (Christopher Antoniou Pissarides), economist cipriot, laureat al Premiului Nobel (2010)
- 26 februarie: Moni Bordeianu (n. Florin Bordeianu), cântăreț și compozitor român (d.2024)
- 29 februarie: Martin Suter, scriitor elvețian

### Martie
- 2 martie: William Rory Gallagher, muzician irlandez (d. 1995)
- 4 martie: Shakin' Stevens (n. Michael Barratt), muzician britanic
- 5 martie: Vasile Popeangă, politician român
- 6 martie: Gheorghe Turda, interpret român de muzică populară din zona Maramureș
- 8 martie: Romeo Octavian Hanganu, politician român
- 8 martie: Jonathan Sacks, rabin britanic
- 9 martie: Emma Bonino, politiciană italiană
- 10 martie: Pat Gallagher, politician irlandez
- 12 martie: Andrei Pippidi, istoric român
- 14 martie: Billy Crystal (William Edward Crystal), actor american
- 14 martie: James Nachtwey, fotograf american
- 14 martie: Wolfgang Wittstock, politician român
- 16 martie: Bogdan Simionescu, chimist român (d.2024)
- 18 martie: Anton Pongratz, scrimer român (d. 2008)
- 19 martie: Dan Ioan Popescu, politician român
- 20 martie: John de Lancie, actor american
- 20 martie: Ulpu livari, politiciană finlandeză
- 22 martie: Mihnea Berindei, istoric român naturalizat în Franța (d. 2016)
- 22 martie: Rosie Scott, romancieră neozeelandeză (d. 2017)
- 22 martie: Andrew Lloyd Webber, compozitor britanic
- 24 martie: Volker Finke, fotbalist și antrenor german
- 25 martie: Bonnie Bedelia Culkin, actriță americană
- 25 martie: Nicolae Țâu, diplomat din R. Moldova
- 26 martie: Bernie Malone, politiciană irlandeză
- 27 martie: Jens-Peter Bonde, politician danez
- 28 martie: John Evan, muzician britanic
- 28 martie: Johann Steiner, scriitor de limba germană de etnie română
- 31 martie: Adrian Enescu, compozitor român (d. 2016)
- 31 martie: Al Gore (Albert Arnold Gore Jr.), politician american, laureat al Premiului Nobel pentru pace (2007)
- 31 martie: Enrique Vila-Matas, scriitor spaniol

### Aprilie
- 2 aprilie: Gavril Kicsid, handbalist român
- 2 aprilie: Joan D. Vinge, scriitoare americană
- 3 aprilie: Jaap de Hoop Scheffer, politician neerlandez
- 4 aprilie: Dan Simmons, romancier american
- 4 aprilie: Struan Stevenson, politician britanic
- 4 aprilie: Avi Toledano, cantatautor, cântăreț și compozitor israelian
- 6 aprilie: Mary Fisher, artistă americană
- 6 aprilie: Jo Leinen, politician german
- 7 aprilie: Ecaterina Andronescu, politician român
- 8 aprilie: Esther Salmovitz, politiciană israeliană
- 9 aprilie: Ion Gheorghe Popa, politician român
- 12 aprilie: Andrei Popescu, jurist și profesor universitar român, judecător al Tribunalului Uniunii Europene
- 13 aprilie: Drago Jančar, scriitor sloven
- 20 aprilie: Gheorghe Danielov, sportiv român (canoe), (d. 2017)
- 22 aprilie: Gabriele Stauner, politiciană germană
- 23 aprilie: Pascal Quignard, scriitor francez
- 23 aprilie: Gheorghe Ștefan, inginer român, membru al Academiei Române
- 24 aprilie: Gheorghe Dobre, politician român, ministru al transporturilor (2004-2005)
- 28 aprilie: Iolanda Malamen, pictoriță română (d.2022)
- 28 aprilie: Alexandru Nemoianu, istoric român
- 29 aprilie: Constantin Făină, politician român
- 29 aprilie: Michael Karoli, muzician german (d. 2001)

### Mai
- 1 mai: Mariana Câmpeanu, economistă română
- 4 mai: Attila B. L. Kelemen, politician român de etnie maghiară (d. 2022)
- 5 mai: Gheorghe Tătaru, fotbalist român (d. 2004)
- 7 mai: Lorin Fortuna, politician român (d. 2016)
- 9 mai: George Szirtes, poet britanic
- 10 mai: Meg Foster, actriță americană
- 11 mai: Nirj Deva, politician britanic
- 13 mai: Tom Wise, politician britanic
- 17 mai: Winfried Kretschmann, politician german
- 18 mai: Yi Munyol, scriitor sud-coreean
- 20 mai: Vladimir Retakh, matematician rus
- 22 mai: Florea Dumitrache, fotbalist român (atacant), (d. 2007)
- 25 mai: Klaus Meine, cântăreț german
- 27 mai: Daniel Ionescu, politician român
- 31 mai: Mike Edwards, muzician britanic (d. 2010)

### Iunie
- 3 iunie: Ștefan Dîrdală, politician român
- 7 iunie: Anna Záborská, politiciană slovacă
- 8 iunie: Péter Gárdos, regizor de film, maghiar
- 8 iunie: Ladislau Ritli, medic român
- 12 iunie: Hans Binder, pilot austriac de Formula 1
- 12 iunie: István Sándorfi, pictor francez (d. 2007)
- 19 iunie: Cees Bremmer, politician neerlandez
- 21 iunie: Andrzej Sapkowski, scriitor polonez
- 23 iunie: István Antal, politician român de etnie maghiară
- 23 iunie: Guido Sacconi, politician italian (d.2023)
- 24 iunie: Patrick Moraz, muzician elvețian
- 28 iunie: Kenneth Alan Ribet, matematician american
- 28 iunie: Ivan Zabunov, politician din R. Moldova (d. 2020)
- 29 iunie: Ian Anderson Paice, muzician britanic (Deep Purple)

### Iulie
- 2 iulie: Marta Nora Țărnea, politiciană română
- 2 iulie: Vasile Zgardan, politiciandin R. Moldova
- 3 iulie: Mihai Tatulici, jurnalist român
- 4 iulie: Claudine Bertrand, scriitoare canadiană
- 15 iulie: Nicolae Dabija, scriitor, istoric literar și om politic din R. Moldova (d. 2021)
- 21 iulie: Cat Stevens (n. Steven Demetre Georgiou), muzician britanic
- 23 iulie: John Cushnahan, politician irlandez
- 23 iulie: Mircea Goga, scriitor român
- 25 iulie: Nelu Bălășoiu, interpret român de muzică populară (d. 2020)
- 25 iulie: Brian Stableford, scriitor britanic
- 29 iulie: Meir Shalev, scriitor israelian (d.2023)
- 30 iulie: Jean Reno, actor francez

### August
- 1 august: Judith Hirsch, scriitoare română
- 1 august: Vasile Ursu, politician din R. Moldova
- 2 august: Cornel Dinu, fotbalist român
- 3 august: Ioana Tudoran, sportivă română (canotaj)
- 4 august: Eugen Cioclea, jurnalist român (d. 2013)
- 4 august: Cezara Dafinescu, actriță română
- 8 august: Akira Matsunaga, fotbalist japonez (atacant)
- 9 august: Nicolae Alexei, politician din R. Moldova
- 9 august: Antonie Iorgovan, politician român (d. 2007)
- 9 august: Radu Anton Roman, scriitor, jurnalist, realizator TV (d. 2005)
- 10 august: Ioannis Kasoulides, politician cipriot
- 11 august: Willi Piecyk (Wilhelm Ernst Piecyk), politician german (d. 2008)
- 12 august: Mizengo Pinda, politician tanzanian
- 14 august: Lucian Avramescu, poet și jurnalist român (d. 2021)
- 18 august: Joseph Marcell, actor britanic
- 20 august: John Noble, actor australian de film
- 20 august: Robert Plant, cântăreț și compozitor englez
- 22 august: Peter James, scriitor britanic
- 23 august: Andrei Pleșu, filosof, scriitor, eseist român
- 24 august: Jean Michel Jarre, compozitor francez
- 24 august: Alexander McCall Smith, scriitor britanic
- 25 august: Tony Ramos (n. Antonio de Carvalho Barbosa), actor brazilian
- 26 august: Dezső-Kálmán Becsek-Garda, politician maghiar
- 27 august: Konstantinos Alyssandrakis, politician grec
- 28 august: Vonda N. McIntyre, scriitoare americană (d. 2019)
- 29 august: Nadejda Brânzan, medic infecționist și politician din Republica Moldova (d. 2020)
- 30 august: Dan Marin, handbalist român
- 31 august: Andrei Cucu, politician din R. Moldova

### Septembrie
- 1 septembrie: Ioan Dumitru Denciu, scriitor român, prozator, poet, eseist și traducător
- 1 septembrie: Simion Gociu, poet român
- 2 septembrie: Christa McAuliffe (n. Sharon Christa Corrigan), astronaută americană (d. 1986)
- 4 septembrie: Simona Arghir, handbalistă română (d. 1995)
- 5 septembrie: Sándor Kónya-Hamar, politician român de etnie maghiară
- 7 septembrie: Khalifa bin Zayed Al Nahyan, politician din Emiratele Arabe Unite
- 8 septembrie: Lynn Abbey, scriitoare americană
- 8 septembrie: Ion Arachelu, actor din R. Moldova (d.2025)
- 12 septembrie: Bogusław Liberadzki, politician polonez
- 13 septembrie: Sitiveni Rabuka, politician, sportiv și fost militar din Fiji, prim-ministru
- 14 septembrie: Vincenzo Aita, politician italian
- 15 septembrie: Ioan Lăcustă, scriitor român (d. 2008)
- 16 septembrie: Nicole Jamet, actriță franceză
- 17 septembrie: John Ritter, actor, comedian american (d. 2003)
- 17 septembrie: Maria Urbanovici, jurnalistă română
- 18 septembrie: Andrei Oișteanu, scriitor, etnolog, eseist român
- 19 septembrie: Valeriu Alexandru Ungureanu, politician român
- 19 septembrie: Jacek Saryusz-Wolski, politician polonez
- 20 septembrie: Lisbeth Grönfeldt Bergman, politiciană suedeză
- 21 septembrie: Zeke Zettner (n. Thomas Zettner), muzician american (The Stooges) (d. 1973)
- 23 septembrie: George Mihăiță, actor român
- 24 septembrie: Adrian Bejan, profesor român, stabilit în SUA
- 25 septembrie: Charles de Gaulle, politician francez
- 26 septembrie: Olivia Newton-John, cântăreață de muzică pop, compozitoare și actriță britanico-australiană (d. 2022)
- 26 septembrie: Bratislav Petković, politician sârb
- 28 septembrie: Martine Roure, politiciană franceză
- 29 septembrie: Theo Jörgensmann, clarinetist german
- 30 septembrie: Grigore Crăciunescu, politician român
- 30 septembrie: Shakti Gawain, scriitoare americană (d. 2018)

### Octombrie
- 1 octombrie: Mike Ashley, scriitor britanic
- 2 octombrie: Siim Kallas, politician estonian
- 3 octombrie: Hubert Pirker, politician austriac
- 4 octombrie: Mihai Baltă, politician român
- 5 octombrie: Alexe Boboc, deputat român
- 5 octombrie: Tawl Ross, muzician american (d.2024)
- 6 octombrie: Doru Laurian Bădulescu, politician român
- 7 octombrie: Geneviève Fraisse, filosoafă franceză
- 8 octombrie: Claude Jade (n. Claude Marcelle Jorré), actriță franceză (d. 2006)
- 8 octombrie: Cristian-Constantin Zăinescu, politician român
- 9 octombrie: Oliver Hart, economist britanic
- 10 octombrie: Calistrat Cuțov, pugilist român (d.2025)
- 10 octombrie: Séverine (Josiane Grizeau), cântăreață franceză
- 11 octombrie: Peter Turkson, preot catolic ghanez
- 14 octombrie: Marcia Barrett, cântăreață jamaicano-britanică (Boney M)
- 14 octombrie: Ilie Bratu, politician din R. Mpldova
- 14 octombrie: Nicolae Negru, jurnalist din R. Moldova
- 14 octombrie: Marian Papahagi, critic și istoric literar (d. 1999)
- 14 octombrie: András Vetró, sculptor maghiar din Romania
- 17 octombrie: Robert Jordan, scriitor american (d. 2007)
- 17 octombrie: Emanoil Marcu, traducător român
- 19 octombrie: Valeriu Jereghi, regizor de film din R. Moldova
- 20 octombrie: Octavian Fieroiu, politician român
- 23 octombrie: Sever Mureșan, jucător român de tenis (d.2024)
- 29 octombrie: Marin Constantin, politician român
- 30 octombrie: Ilda Figueiredo, politiciană portugheză

### Noiembrie
- 1 noiembrie: Yves Butel, politician francez
- 3 noiembrie: Rainer Zobel, fotbalist german și antrenor
- 5 noiembrie: Heide Rühle, politiciană germană
- 6 noiembrie: Cristiana Muscardini, politiciană italiană
- 7 noiembrie: Garrett M. Brown, actor american
- 9 noiembrie: Luiz Felipe Scolari, fotbalist brazilian și antrenor
- 10 noiembrie: Cafuringa (Moacir Fernandes), fotbalist brazilian, (d. 1991)
- 13 noiembrie: Vasile Nedelciuc, politician din R. Moldova
- 14 noiembrie: Ino van den Besselaar, politician neerlandez
- 14 noiembrie: Charles, Prinț de Wales, moștenitor al coroanei britanice
- 16 noiembrie: Ion Cristoiu, jurnalist român
- 16 noiembrie: Norbert Lammert, politician german
- 16 noiembrie: Anne André-Léonard, politiciană belgiană
- 16 noiembrie: Mate Parlov, pugilist croat (d. 2008)
- 21 noiembrie: Deborah Shelton, actriță americană
- 21 noiembrie: Constantin Tămagă, politician român
- 21 noiembrie: Andrei Vartic, politician din R. Moldova (d. 2009)
- 23 noiembrie: Iosef Bardanașvili, compozitor israelian născut în Georgia
- 25 noiembrie: Doina Cojocaru, handbalistă română (d. 1996)
- 26 noiembrie: Elizabeth Blackburn, biolog american de etnie australiană, laureată a Premiului Nobel (2009),
- 27 noiembrie: Heide Schmidt, politiciană austriacă
- 28 noiembrie: Filip Merca, compozitor de muzică rock și basist român de etnie macedoneană
- 28 noiembrie: Mariana Nicolesco, solistă română de operă (soprană) (d. 2022)

### Decembrie
- 3 decembrie: Corneliu Ionescu, muzician și om de afaceri român
- 3 decembrie: Ozzy Osbourne (n. John Michael Osbourne), cântăreț, actor, compozitor și cantautor englez (Black Sabbath) (d.2025)
- 14 decembrie: Bogdan Nicolae Niculescu-Duvăz, politician român
- 27 decembrie: Gérard Depardieu, actor francez de film
- 31 decembrie: Donna Summer (n. Donna Adrian Gaines), cântăreață americană (d. 2012)

## Decese
- 2 ianuarie: Vicente Huidobro (Vicente García-Huidobro Fernández), 54 ani, poet chilian (n. 1893)
- 30 ianuarie: Mahatma Gandhi (n. Mohandas Karamchand Gandhi), 78 ani, filosof, lider politic și spiritual al Indiei (n. 1869)
- 2 februarie: Smaranda Brăescu, 50 ani, prima femeie-parașutist din România (n. 1897)
- 5 februarie: Johannes Blaskowitz (Johannes Albrecht Blaskowitz), 64 ani, general german (n. 1883)
- 5 februarie: Simon Strunsky, 68 ani, scriitor american (n. 1879)
- 11 februarie: Serghei Eisenstein, 50 ani, regizor rus (n. 1898)
- 27 februarie: Nicodim Munteanu (n. Nicolae Munteanu), 83 ani, patriarhul României (1939-1948), (n. 1901)
- 29 februarie: Constantin S. Constantin, 58 ani, militar român (n. 1889)
- 6 martie: Vasile Mihalca, 48 ani, erou român din Al Doilea Război Mondial și latifundiar din Țara Oașului (n. 1899)
- 10 martie: Virgil Cioflec, 73 ani, critic de artă, publicist român (n. 1874)
- 10 martie: Jan Masaryk (Jan Garrigue Masaryk), 61 ani, politician ceh (n. 1886)
- 28 martie: Prințesa Henriette a Belgiei (n. Henriette Marie Charlotte Antoinette), 77 ani (n. 1870)
- 11 aprilie: Dragoș Protopopescu, 55 ani, filosof român (n. 1892)
- 5 mai: Sextil Pușcariu (n. Sextil Iosif Pușcariu), 71 ani, filolog, lingvist, pedagog, publicist de etnie aromân (n. 1877)
- 6 mai: Gunnar Jensen (Knud Gunnar Jensen), 85 ani, sculptor danez (n. 1863)
- 13 mai: Milan Begović, 72 ani, scriitor croat (n. 1876)
- 22 mai: Nicu Flondor, 75 ani, politician austriac (n. 1872)
- 12 iunie: Meletie Răuțu, 90 ani, jurnalist român (n. 1858)
- 22 iunie: Ioan Simu, 72 ani, protopop român unit, delegat la Marea Adunare Națională de la Alba Iulia (1918), (n. 1875)
- 5 iulie: Georges Bernanos (Louis Émile Clément Georges Bernanos), 60 ani, scriitor francez (n. 1888)
- 9 iulie: Alcibiade Diamandi, 54 ani, politician aromân (n. 1893)
- 10 iulie: Kurt Hielscher, 67 ani, fotograf german (n. 1881)
- 18 iulie: Grigore T. Popa, 56 ani, savant român, medic endocrinolog (n. 1892)
- 13 august: Elaine Hammerstein, 51 ani, actriță americană (n. 1897)
- 23 august: Marcelle Tinayre (Marcelle Marguerite Suzanne Tinayre), 77 ani, scriitoare franceză (n. 1870)
- 3 septembrie: Edvard Beneš, 64 ani, politician ceh (n. 1884)
- 5 septembrie: Richard C. Tolman (Richard Chace Tolman), 67 ani, fizician american (n. 1881)
- 8 septembrie: Thomas Mokopu Mofolo, 71 ani, scriitor lesothian (n. 1876)
- 16 septembrie: Mary Gish (n. Mary McConnell), 72 ani, actriță americană (n. 1876)
- 17 septembrie: Contele Folke Bernadotte, 53 ani, diplomat suedez (n. 1895)
- 17 septembrie: Emil Ludwig (n. Emil Cohn), 67 ani, scriitor german (n. 1881)
- 30 septembrie: Edith Roosevelt (n. Edith Kermit Carow), 87 ani, politiciană americană (n. 1861)
- 24 octombrie: Franz Lehár, 78 ani, compozitor austriac de etnie maghiară (n. 1870)
- 31 octombrie: Cissy van Marxveldt (n. Setske de Haan), 58 ani, scriitoare neerlandeză (n. 1889)
- 16 noiembrie: Basil Hațegan, 95 ani, deputat român (n. 1853)
- 21 noiembrie: Béla Miklós, 58 ani, ofițer și politician maghiar (n. 1890)
- 24 noiembrie: Raoul Koczalski (Armand Georg Raoul von Koczalski), 64 ani, pianist polonez (n. 1884)
- 13 decembrie: Zaharia Bârsan, 70 ani, dramaturg, fondator și director al Teatrului Național din Cluj (n. 1878)
- 21 decembrie: Władysław Witwicki (n. Józef Sas Wasylkowicz), 70 ani, psiholog, filosof, traducător și artist polonez (n. 1878)
- 23 decembrie: Gheorghe Gârda, 69 ani, avocat, poet și scriitor român (n. 1879)
- 24 decembrie: Eille Norwood, 87 ani, actor britanic (n. 1861)

## Premii Nobel
- Fizică: Patrick Maynard Stuart Blackett (Regatul Unit)
- Chimie: Arne Wilhelm Kaurin Tiselius (Suedia)
- Medicină: Paul Hermann Müller (Elveția)
- Literatură: Thomas Stearns Eliot (Regatul Unit)
- Pace: O treime din premiul in bani a fost alocat Fondului Principal, iar celelalte două treimi au fost alocate Fondului Special aferent acestei categorii